# Finale FA Cup 2008
De finale van de FA Cup van het seizoen 2007/08 werd gehouden op 17 mei 2008. Het Welshe Cardiff City nam het op tegen het Engelse Portsmouth. De Engelsen wonnen met het kleinste verschil na een doelpunt van Nwankwo Kanu.
Bij Cardiff startten Jimmy Floyd Hasselbaink en Glenn Loovens in de basis. Hasselbaink werd na 70 minuten vervangen.

## Finale

### Wedstrijd
|                         |              |          |            |                                                                                   |
| 17 mei 2008 15:00 UTC+1 | Cardiff City | 0 – 1    | Portsmouth | Wembley Stadium, Londen Toeschouwers: 89.874 Scheidsrechter: Mike Dean (Engeland) |
| 17 mei 2008 15:00 UTC+1 |              | 37' Kanu |            | Wembley Stadium, Londen Toeschouwers: 89.874 Scheidsrechter: Mike Dean (Engeland) |

| Cardiff City | Portsmouth |

| Cardiff City:  |    |                         |     |
|                |    |                         |     |
| GK             | 1  | Peter Enckelman         |     |
| RB             | 2  | Kevin McNaughton        |     |
| CB             | 12 | Roger Johnson           |     |
| CB             | 6  | Glenn Loovens           |     |
| LB             | 3  | Tony Capaldi            |     |
| RM             | 16 | Joe Ledley              |     |
| CM             | 4  | Gavin Rae               | 86' |
| CM             | 10 | Stephen McPhail         |     |
| LM             | 7  | Peter Whittingham       | 61' |
| CF             | 36 | Jimmy Floyd Hasselbaink | 70' |
| CF             | 11 | Paul Parry              |     |
| Wisselspelers: |    |                         |     |
| GK             | 13 | Michael Oakes           |     |
| DF             | 5  | Darren Purse            |     |
| MF             | 18 | Trevor Sinclair         | 86' |
| MF             | 30 | Aaron Ramsey            | 61' |
| FW             | 20 | Steven Thompson         | 70' |
| Coach:         |    |                         |     |
| Dave Jones     |    |                         |     |

| Portsmouth:    |    |                     |       |
|                |    |                     |       |
| GK             | 1  | David James         |       |
| RB             | 5  | Glen Johnson        |       |
| CB             | 23 | Sol Campbell        |       |
| CB             | 15 | Sylvain Distin      |       |
| LB             | 7  | Hermann Hreiðarsson | 45+1' |
| RM             | 17 | John Utaka          | 69'   |
| CM             | 30 | Pedro Mendes        | 78'   |
| DM             | 6  | Lassana Diarra      | 90+3' |
| CM             | 19 | Niko Kranjčar       | 54'   |
| LM             | 11 | Sulley Muntari      |       |
| CF             | 27 | Nwankwo Kanu        | 87'   |
| Wisselspelers: |    |                     |       |
| GK             | 21 | Jamie Ashdown       |       |
| DF             | 16 | Noé Pamarot         |       |
| MF             | 8  | Papa Bouba Diop     | 78'   |
| FW             | 9  | Milan Baroš         | 87'   |
| FW             | 10 | David Nugent        | 69'   |
| Coach:         |    |                     |       |
| Harry Redknapp |    |                     |       |

1980 · 1981 · 1982 · 1983 · 1984 · 1985 · 1986 · 1987 · 1988 · 1989 · 1990 · 1991 · 1992 · 1993 · 1994 · 1995 · 1996 · 1997 · 1998 · 1999 · 2000 · 2001 · 2002 · 2003 · 2004 · 2005 · 2006 · 2007 · 2008 · 2009 · 2010 · 2011 · 2012 · 2013 · 2014 · 2015 · 2016 · 2017 · 2018 · 2019 · 2020 · 2021 · 2022 · 2023 · 2024